# Edvard Andersons växthus

Edvard Andersons växthus är ett av växthusen i Bergianska trädgården beläget i Frescati, intill Brunnsviken, på Norra Djurgården i Stockholm.
Edvard Andersons växthus ligger mitt i den botaniska trädgården och är dess största byggnad. Huset är en stålrörskonstruktion och öppnade sina portar 1995 och hade byggts efter ritningar av arkitekt Per-Rune Semrén. Växthusets namn härrör från grosshandlaren Edvard Anderson (1865–1936) som hade testamenterat pengar till Kungliga Vetenskapsakademien. Hans vilja var att hans donation skulle användas för: "Inrättandet och drivandet av en vinterträdgård, där medelhavsklimatets och därmed jämförliga klimatområdens träd, buskar och örter äro uteslutande representerade".
I växthuset finns en stor centralhall där medelhavsområdets växter är planterade i landskap med klippor och terrasser. I hallens mitt ligger en stenlagd gård med en vattenspegel omgiven av kolonner som för tanken till antikens byggnader. I fyra hörnrum visas floran i andra områden med medelhavs-, regnskogs- och ökenklimat. Hela anläggningen med sina naturliga landskap och växter har planerats med omsorg och pedagogisk baktanke och den botaniska mångfalden i växthuset ger ett bra underlag för skolvisningar. I växthusets entré finns ett litet café kombinerat med butik.

## Galleri

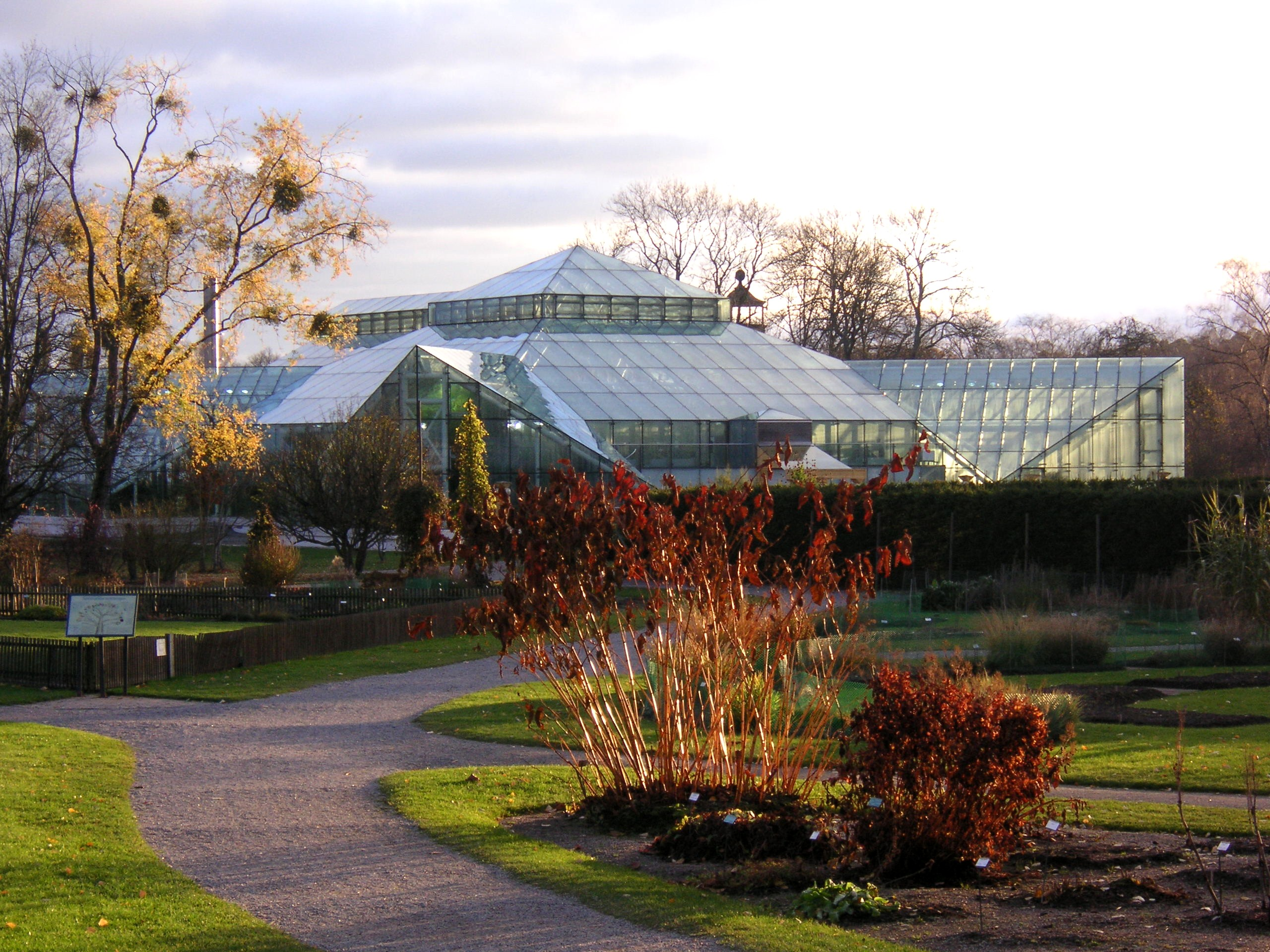
Edvard Andersons växthus höst 2007
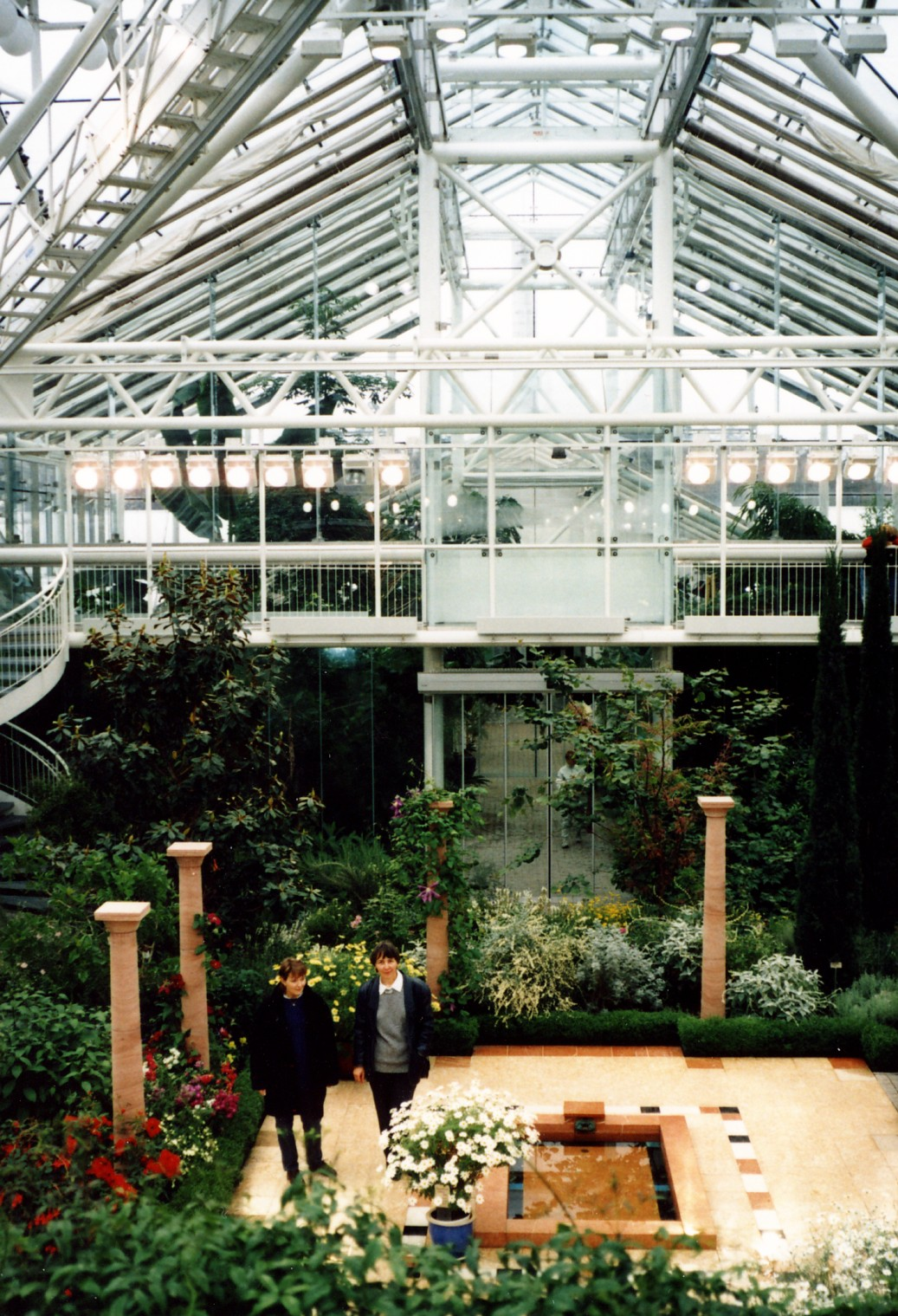
Växthusets centralhall maj 1996
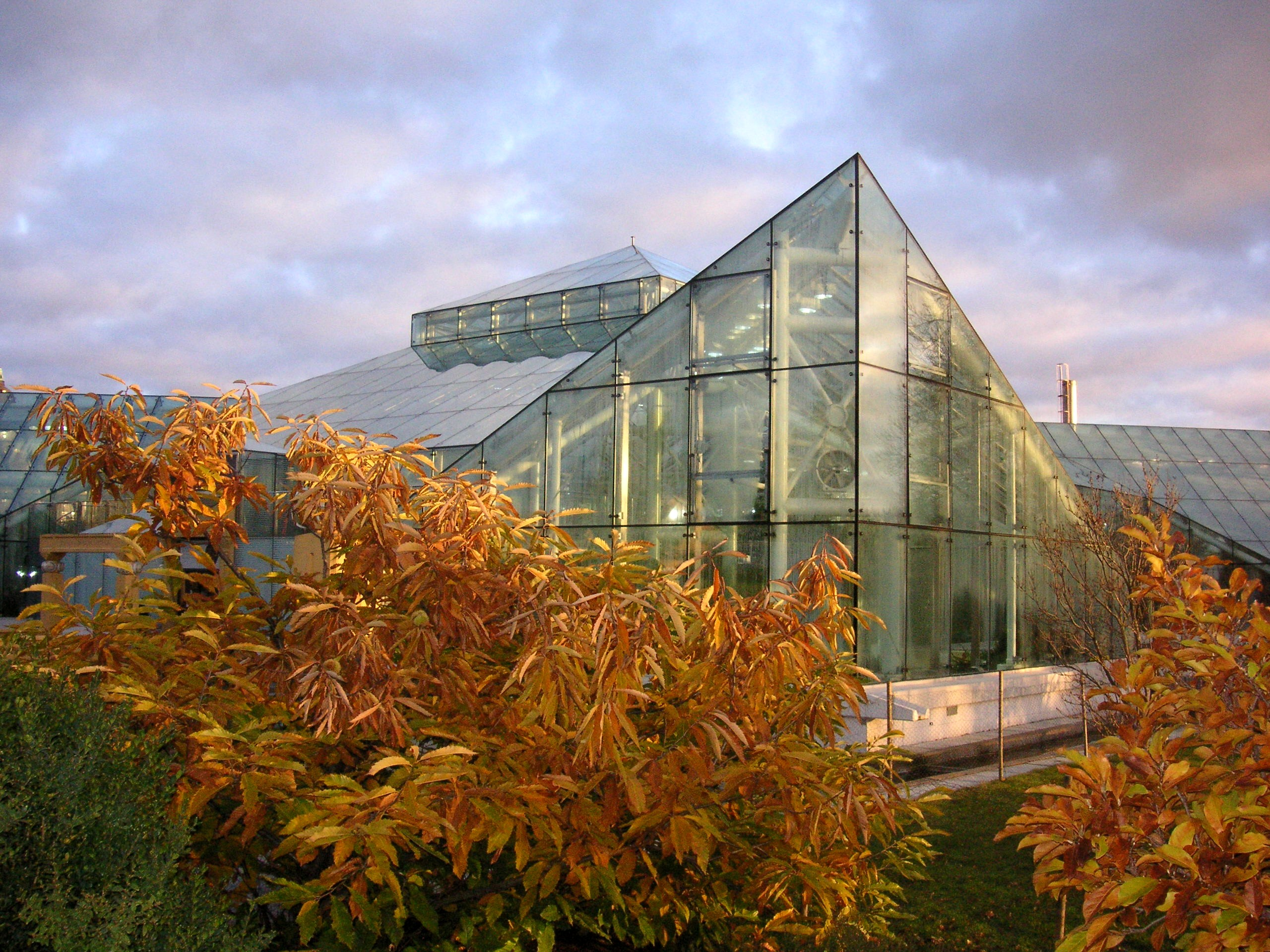
Edvard Andersons växthus höst 2007
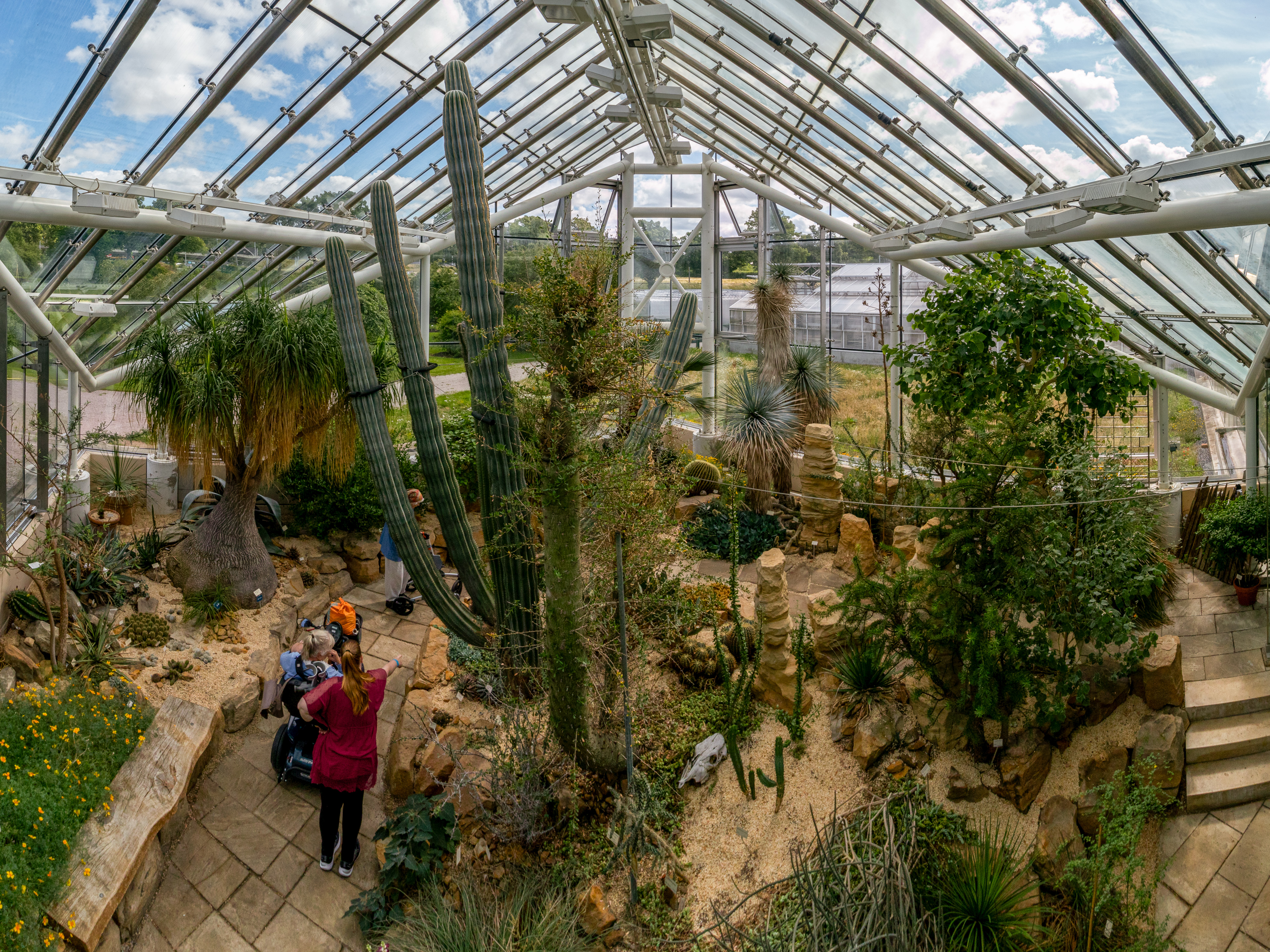
Kalifornienrummet sommar 2023